# Pierre Yver (homme politique)
Ne doit pas être confondu avec Pierre Yver.
Pour les articles homonymes, voir Yver.
Pierre Yver (8 février 1768 à Ranchy - 10 septembre 1826 à Paris), est un homme politique français.

## Biographie
Fils de Pierre Yver et de Marie Morel, il est propriétaire à Saint-Lô. Conseiller d'arrondissement de Saint-Lô sous l'Empire, il est aussi membre du Conseil général de la Manche de septembre 1814 à sa mort, en 1826. Il est élu, le 22 août 1815, député du grand collège de la Manche où il siégera dans la majorité ultraroyaliste de la Chambre introuvable jusqu'en 1816, date à laquelle il se retire de l'élection. Il prit notamment la parole sur l'extinction des pensions ecclésiastiques, pour demander l'ajournement du scrutin au lendemain. 
Il est élu de nouveau à la Chambre, le 13 novembre 1822, comme député du premier arrondissement de la Manche (Saint-Lô) contre Pierre Sivard de Beaulieu. Il soutint de ses votes le ministère Villèle, et obtint sa réélection, le 25 février 1824, face à Le Jolis de Villiers. Yver siégea dans la majorité jusqu'à sa mort, survenue au cours de sa législature.

## Famille
Il contracte un premier mariage avec Jacqueline Bernard dont seront issus deux enfants et épouse en secondes noces en 1801 Jeanne Dagobert (1782-1838), la fille du général Luc Dagobert, seigneur de Fontenille (1736-1794) et de Jacquette de Pailhoux de Cascastel, dont il aura deux filles. 
L'aînée, Blanche Yver (1807- 1875), épouse en 1829 en l'église Notre-Dame de Saint-Lô le docteur en médecine Théodore Labbey (1804- 1873), maire d'Asnelles (Calvados) et la cadette, Marie Yver, épouse Gustave Gardye, châtelain d'Amigny. 

## Sources
- « Pierre Yver (homme politique) », dans Adolphe Robert et Gaston Cougny, Dictionnaire des parlementaires français, Edgar Bourloton, 1889-1891 [détail de l’édition]